# 村田真

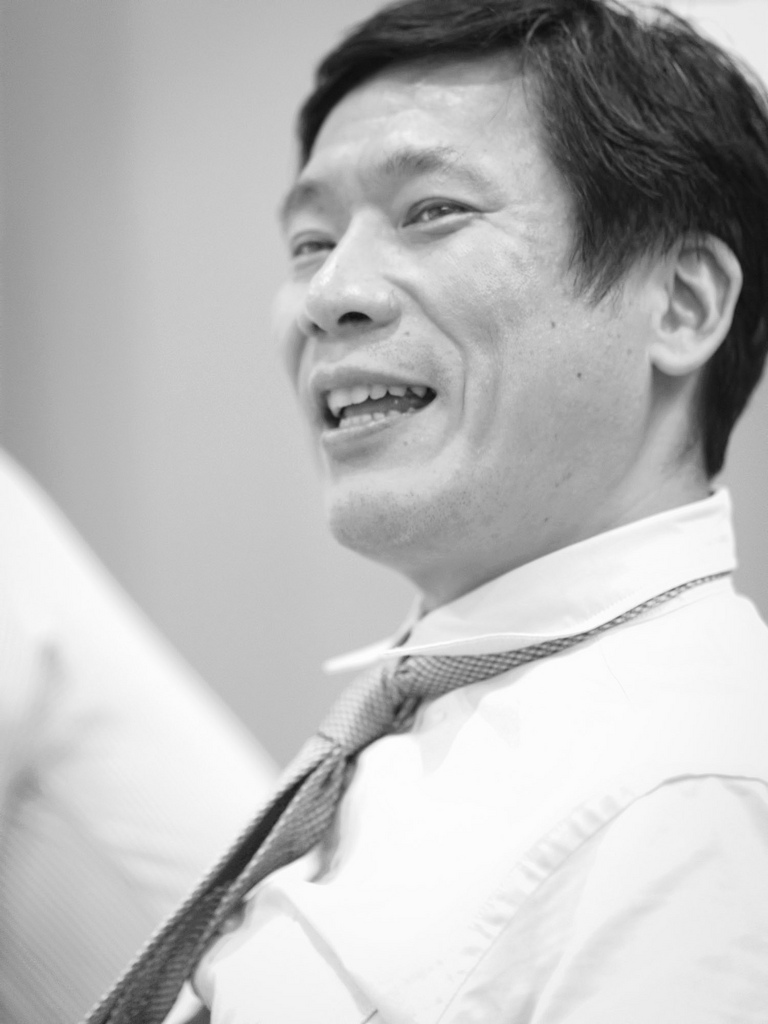
村田真

村田 真（むらた まこと、1960年 - ）は、日本のソフトウェア技術者である。工学博士。東日本国際大学名誉教授。W3C (World Wide Web Consortium) の XMLワーキンググループで、他のグループメンバーとともにマークアップ言語 XML1.0 の仕様を設計した。また、ジェームズ・クラークとともに XML のスキーマ言語 RELAX NG の仕様を設計した。EPUB 3.0の制定にあたっては国際化担当サブグループリーダを務めた
北海道旭川市出身。1978年に北海道旭川東高等学校、1982年に京都大学理学部を卒業。1985年に富士ゼロックスに入社。1993年から1995年の間は、米国ゼロックス社の研究所に滞在し、構造化文書の研究をした。1997年の時点では、村田は富士ゼロックスから富士ゼロックス情報システムに出向していた。
2010年から「EPUB日本語拡張仕様策定」で電子出版フォーマットの国際化をけん引し、Chrome、Safariなどブラウザでの縦書き、ルビなどの日本語組版を実現させた。
2020年より日本DAISYコンソーシアム技術委員会委員長としてEPUB書籍のアクセシビリティを推進している。

## 略歴
- 2000年、富士ゼロックスを退社。同年、国際大学併任研究員と日本IBM東京基礎研究所特別研究員を兼任。
- 2008年5月 日本IBMを退社。
- 2008年9月 国際大学でGLOCOMフェローとして在籍。
- 2006年7月 筑波大学システム情報工学研究科で工学博士号を取得。
- 2009年11月 日本電子出版協会 CTO(技術主任)に就任し、EPUB研究会を主導。
- 2010年10月 EPUB日本語拡張仕様策定 技術責任者
- 2010年 文字情報技術促進協議会(旧「IVS技術促進協議会」) 副会長
- 2017年 慶應義塾大学政策・メディア研究科特任教授。
- 2025年 東日本国際大学名誉教授。

現在、ISO/IEC JTC1/SC34/WG4(OOXML) コンビーナ

## 業績

### XML1.0 と XML日本語プロファイル
1997年、村田真は W3C (World Wide Web Consortium) の XMLワーキンググループに参加し、ジョン・ボサックやジェームズ・クラーク、ティム・ブレイなど他のグループメンバーとともに、マークアップ言語 XML1.0 の仕様を設計した。XML1.0 の仕様は SGML のサブセットとなっている。1998年2月に W3C から勧告として公表された。
また、村田は他の人々とともにXML日本語プロファイル (XMLで日本語文字を使う際の技術情報) を作成する作業を行った。XML日本語プロファイルは、JIS の標準情報となり (JIS TR 0015:1999)、また英訳されて W3C からノートとして公表された。

### XML Media Types
村田は IETF RFC 2376 XML Media Types の仕様を作成した1人である。この RFC は、XMLデータをネットワーク上でやりとりする際のメディアタイプについて規定した (text/xml と application/xml)。その後、RFC 2376 を改定した RFC 3023 が策定された。

### RELAX と RELAX NG
村田やジェームズ・クラークなどの人々は、XML Schema に対して批判的な立場をとった。XML Schema は、W3C が開発を進めていた XML のための新しいスキーマ言語である。従来使われてきたスキーマ言語である DTD を代替するものである。XML Schema は、多くの機能をつめこんだため、仕様が複雑で巨大になっていた。村田やジェームズ・クラークなど XML Schema に批判的な人々は、XML Schema の仕様を完全に実装した処理系の開発が困難であること、XML を活用する技術者にとって XML Schema のスキーマの読み書きは難しいこと、などを指摘した。
村田などの人々は、XML Schema とは別の新しいスキーマ言語 RELAX (Regular Language description for XML) を開発し、2000年に公表した。RELAXでは、XML Schema と異なり、仕様が簡潔になっている。RELAXは、JIS および ISO/IEC で規格化された。なおほぼ同じ時期に、ジェームズ・クラークもスキーマ言語 TREX (Tree Regular Expressions for XML) を開発していた。
ジェームズ・クラークと村田は、TREX と RELAX をもとにしてスキーマ言語 RELAX NG を設計した。RELAX NG は、2001年12月に OASIS (構造化情報標準促進協会) によって標準化された。ISO においては、2003年に文書スキーマ定義言語（DSDL、Document Schema Definition Languages) ISO/IEC 19757 の Part2 として規格化されている。JIS においても規格化される予定である。

### EPUB日本語拡張仕様策定
村田は、2010年4月、EPUB日本語拡張についての14項目の要求仕様を日本電子出版協会で発表。その後、イースト株式会社が総務省より受託した「EPUB日本語拡張仕様」プロジェクトで技術責任者に就任し、小林龍生らと共に縦書き、禁則、圏点などの日本語仕様のEPUBそして各社のブラウザへの適用を推進。EPUBの推進団体IDPFでは、国際言語拡張(EGLS)のコーディネータに就任した。

### EPUBアクセシビリティ
IDPFのEPUBアクセシビリティ仕様のISO/IEC国際規格化を日本からISO/IECに提案したが、このときの国内委員会委員長であった。2021年から2022年にかけて、EPUBアクセシビリティJIS原案作成委員会を務めている。

## 著書
- 村田真 (編著)、門馬敦仁 (著)、荒井恭一 (著) 『XML入門 HTMLの限界を打ち破るインターネットの新技術』 日本経済新聞社、1998年1月 ISBN 4532146100
- Hiroshi Maruyama, Kent Tamura, Naohiko Uramoto, Makoto Murata, Andy Clark, Yuichi Nakamura, Ryo Neyama, Kazuya Kosaka, Satoshi Hada, XML and Java: Developing Web Applications, Second Edition, Addison-Wesley Professional, 2002/05 ISBN 0201770040
丸山宏、田村健人、浦本直彦、村田真、アンディ・クラーク、中村祐一、根山亮、小坂一也、羽田知史 (著・訳) 『XMLとJavaによるWebアプリケーション開発 第2版』 ピアソンエデュケーション、2002年12月 ISBN 4894716623

上記の著書のほかに、村田は構造化文書についていくつかの論文を書いている。